# Meandre de Flix
L'espai del Meandre de Flix o Meandre del Castell forma part d'un complex de dues zones humides diferents (Sebes i meandre de Riba-Roja i Meandre de Flix) que comprenen els riberals del riu Ebre entre Riba-roja i Flix. Aquest complex destaca per la seva extensió, pel bon estat de conservació de les comunitats vegetals i l'elevada diversitat de la fauna associada.
El meandre de Flix es troba sota l'embassament i s'estén al llarg dels gairebé 5 quilòmetres d'aquest estrangulat revolt que forma l'Ebre. La part declarada Reserva, que coincideix amb la present zona humida, inclou una antiga illa fluvial situada sota el Castell de Flix i bona part dels marges i tram de riu. A causa de la regulació del cabal, funciona la major part de l'any gairebé com un meandre abandonat, amb poca fondària d'aigua i poc cabal circulant. El fet de trobar-se sota l'embassament de Flix fa que tingui unes fortes i sobtades oscil·lacions del nivell del riu que condicionen molt la vegetació que s'hi pot trobar.
La vegetació de ribera present a l'espai del meandre de Flix està constituïda bàsicament per les comunitats de canyissar, tamarigar, al·loqueda, albereda i omeda en les zones més ben conservades (aquests últims hàbitat d'interès comunitari, codi 92D0). També s'hi troba l'hàbitat d'interès comunitari prioritari de prats mediterranis rics en anuals, basòfils (Thero-Brachypodietalia) (codi 6220). Les dades de camp preses durant els anys 2002 i 2003 evidencien que al meandre de Flix hi ha una presència d'espècies de plantes aquàtiques i algues indicadores de pertorbació. Espècies més sensibles, però prou abundants al curs de l'Ebre, no es troben al meandre.
Pel que fa a la fauna, sota les aigües del riu es localitza el mol·lusc d'aigua dolça Margaritifera auricularia, que viu enterrat parcialment en el substrat llimós. Aquest animal, estrictament protegit en aquest espai pel Decret 328/1992, està extingit d'arreu d'Europa i només sobreviu a l'Ebre. Entre els rapinyaires destaca la presència del milà negre i el xoriguer, que crien a la zona, i de l'arpella vulgar i l'àguila pescadora que utilitzen la zona com a punt d'alimentació. Dels ocells forestals destaca la presència de l'oriol, teixidor, picot verd, i xot eurasiàtic, nidificants a la zona. Ocells d'hàbitats aquàtics com el blauet, el bernat pescaire, l'agró roig, el martinet blanc, l'ànec collverd utilitzen la zona com a punt d'alimentació. Als talussos arenosos propers al meandre s'ha de fer esment de la presència d'una colònia d'oreneta de ribera. A més la zona del meandre també és utilitzada durant els passos migratoris per nombroses espècies d'anàtides (cullerot, xarxet, xarrasclet, cuallarg, griset…), a banda de ser punt de concentració i hivernada de corb marí.S'ha de destacar que el meandre de Flix és un hàbitat idoni per a la llúdriga, que conserva en aquest darrer tram de l'Ebre una petita població. Tot i que no hi ha dades no es pot descartar l'ús d'aquesta zona com a punt de pas o d'alimentació per exemplars d'aquestes poblacions properes.
L'espai es troba inclòs a l'espai del PEIN "Ribera de l'Ebre a Flix", l'espai de la Xarxa Natura 2000 ES5140010 "Riberes i Illes de l'Ebre", i a més fou declarat, de forma conjunta amb la zona de Sebes, Reserva natural de fauna salvatge al novembre de l'any 1995.